# Carlo Ancelotti
Carlo Ancelotti (Reggiolo, 10. lipnja 1959.), talijanski nogometni trener. Trenutno je izbornik Brazila.
Ancelotti je bivši talijanski nogometni reprezentativac. Prije toga vodio je Reggianu, Parmu, Juventus, A.C. Milan, Chelsea, Paris Saint-Germain, Real Madrid, Bayern München i Napoli.

## Igračka karijera
U svojoj je nogometnoj karijeri, Ancelotti 26 puta obukao dres Azzura, nastupivši na Svjetskom prvenstvu 90. Karijeru je započeo u Parmi, 1976. Tri godine potom otišao je u Romu, gdje je osvojio 4 talijanska kupa i 1 Scudetto. 1987. završio je u A.C. Milanu gdje je proveo 5 godina i u tom razdoblju bio član legendarne momčadi koja je 89. i 90. bila na krovu Europe.

## Trenerska karijera
Prvi mu je klub kao treneru bio Reggiana s kojom se 1996. plasirao u 1. talijansku ligu. Nakon toga sjeo je na mjesto trenera Parme. Tri godine poslije naslijedio je Marcela Lippija na mjestu trenera Juventusa. U 2 torinske godine nije osvojio baš ništa, iako je Juve dvaput bio blizu naslova prvaka i oba puta igrao vrlo dobro. 

Godine 2001. krenula je njegova Milanska epizoda. Od njegovog dolaska za kormilo A.C. Milana klub se digao iz ponora 7. – 9. mjesta u ligi i postao bitan faktor u Seriji A i europskim natjecanjima. Odmah u svojoj prvoj godini ugovora odveo je klub u europska natjecanja gdje Milana dotad baš i nije bilo. Igrajući u Kupu UEFA Milanisti su završili u polufinalu. Stepenicu više nije išlo. Unatoč tim uspjesima, predsjedniku Berlusconiju se nije svidjela njegova obrambena taktika i trener je od njega trpio dosta kritika. Pod njegovim je vodstvom Andrea Pirlo, kojeg je veliki rival Inter praktički poklonio Rossonerima, postao jedan od ponajboljih svjetskih razigravača, sjajan u obrani i napadu. Zajedno s Pirlom u momčadi je bitan dio igrao i Portugalac Rui Costa čime je Milan počeo igrati puno ljepše. U napadu su nezaustavljivi bili Filippo Inzaghi i Andrij Ševčenko. Milan je 2003. osvojio Ligu prvaka, Coppa Italia i Europski superkup. Sezonu kasnije osvojili su i Scudetto. 2003. osvajanjem Lige prvaka na trenerskoj klupi Milana, Ancelotti je postao jedan od rijetkih kojima je to uspjelo kao igračima i trenerima. Uz njega u tom društvu su još Miguel Munoz (kao trener i igrač Real Madrida), Giovanni Trapattoni (kao igrač Milana i trener Juventusa), Johan Cruijff (kao igrač Ajaxa i trener Barcelone), Frank Rijkaard (igrač Ajaxa i Milana, trener Barcelone) i Pep Guardiola (kao trener i igrač Barcelone). Godine 2006. zbog afera oko namještanja utakmica u Seriji A, Milan je bio kažnjen neigranjem u Ligi prvaka, te kaznom u obliku oduzimanja bodova za sljedeću sezonu. Nakon žalbi, ipak je dopušteno da Milan sudjeluje u najpoznatijem europskom nogometnom natjecanju. Iako je momčad početkom te sezone imala loše rezultate, Ancelotti je napravio briljantan potez - zamijenio jednog od napadača koji su bili neefikasni Ambrosinijem te igrao samo s jednim klasičnim napadačem. To je omogućilo Pirlu i Seedorfu ofenzivniju ulogu te Kaki potpunu slobodu i Milanu suvereno osvajanje Lige prvaka čime su se iskupili navijačima za lošu domaću sezonu. Trenutno Ancelotti postiže loše rezultate s Milanovom momčadi što ipak nije njegova krivica, te mediji stalno nagađaju da odlazi na kraju sezonu bez obzira na česta demantiranja od strane kluba. Ancelotti je u Milanu preferirao većinom formaciju 4–3–1–2 s kojom se proslavio, te zadnjih sezona 4–3–2–1, popularno zvano 'božićno drvce'. Od kada je preuzeo Milan, klub je, za vrijeme njegovog treniranja postizao uvjerljivo najbolje europske rezultate od svih europskih klubova. Njegov Milan je poznat po odličnoj pas igri, uigranosti i timskom duhu. Ancelotti je poznat kao odličan taktičar, prijatelj s igračima te je cijenjen trener, ali je često kritiziran, većinom zbog manjka 'hrabrosti'. Od sezone 2013./14. preuzima Real Madrid i u svojoj prvoj sezoni osvaja Kup kralja pobijedivši u Valenciji Barcelonu 2:1. 24. svibnja 2014. je s Realom osvojio svoj treći trofej Lige prvaka, a Realov deseti protiv Atlético Madrida u Lisabonu. Dana 12. kolovoza 2014., Real je pod vodstvom Ancelottija osvojio i drugi europski superkup pobijedivši Sevillu 2:0 u Cardiffu zgodicima Cristiana Ronalda. U srpnju 2016. je Ancelotti naslijedio Pepa Guardiolu na klupi njemačkog prvaka Bayern Münchena. Dana 28. rujna 2017. Bayern ga je smijenio zbog prethodnoga teškog poraza od PSGa s 3:0 u Ligi prvaka. Privremeno ga je zamijenio Willy Sagnol.